# 马尔穆耶
马尔穆耶（法語：Marmouillé，法語發音：[maʁmuje] ⓘ）是法国奥恩省的一个旧市镇，属于阿让唐区。2016年，马尔穆耶与市镇沙尤埃和塞镇附近讷维尔合并为新的沙尤埃，新市镇属于阿朗松区。

## 地理
马尔穆耶（48°40'24"N, 0°12'8"E）面积9.53 平方千米，位于法国诺曼底大区奧恩省，该省份为法国西北部内陆省份，北起顺时针与卡爾瓦多斯省、厄尔省、厄尔-卢瓦省、萨尔特省、马耶讷省和芒什省接壤。
与马尔穆耶接壤的市镇（或旧市镇、城区）包括：诺南勒潘、阿尔默内什、沙尤埃、阿尔默内什堡、戈迪松。

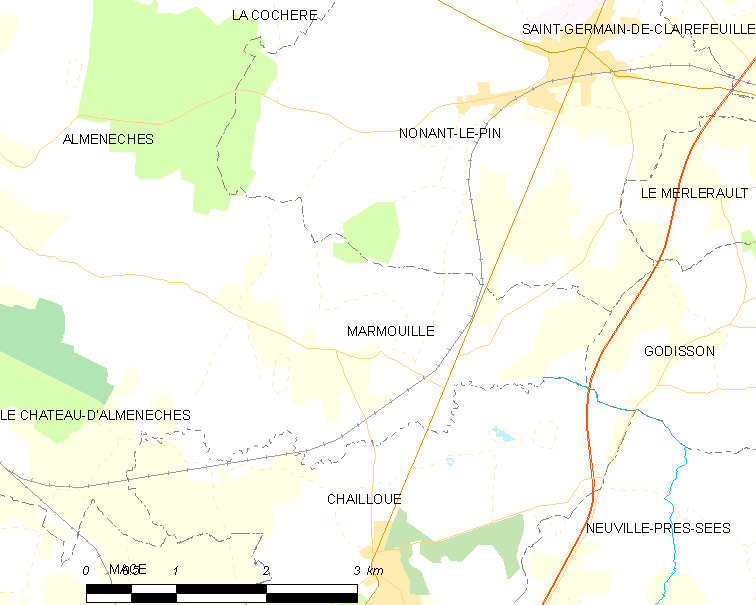
马尔穆耶的OSM定位图

马尔穆耶的时区为UTC+01:00、UTC+02:00（夏令时）。

## 行政
马尔穆耶的邮政编码为61240，INSEE市镇编码为61253。

## 政治
马尔穆耶所属的省级选区为塞镇县。

## 人口

1962-2008年间马尔穆耶人口变化图示

马尔穆耶于2018年1月1日时的人口数量为126人。